# ТОЗ-8
ТОЗ-8 — радянська однозарядна дрібнокаліберна спортивна гвинтівка зразка 1932 року, яка була розроблена конструктором-зброярем Д. М. Кочетовим, її серійно виробляли на Тульському збройовому заводі.
ТОЗ-8 відрізняється простотою конструкції, безвідмовністю і надійністю в експлуатації, в СРСР протягом десятиліть нею широко користувались для початкового навчання стрільбі у шкільних тирах і системі ДОСААФ. Також нею користуються для полювання на дрібну дичину .

## Конструкція
У ствольній коробці розміщені затвор і спусковий механізм.
Поздовжньо-ковзний поворотний затвор використовують для того, щоб досилати набій у патронник, закривати канал ствола, здійснювати постріл, викидати відстріляну гільзу. Бойові упори відсутні, замикання здійснюється за рукоятку заряджання.
Спусковий механізм виконує спуск курка з бойового взводу. Спусковий гачок закріплений на задньому кінці спусковий пружини, знизу. При натиску спусковий гачок впирається своїми виступами в ствольну коробку і опускає вниз спускову пружину зі стійкою, чим звільняє курок, який разом з ударником рухається вперед під дією бойової пружини і наколює капсуль — відбувається постріл.
Магазин відсутній. На місці горловини магазина знаходиться спеціальна напрямна, що задає траєкторію руху набою при його досиланні в патронник.
Прицільні пристосування включають мушку і відкритий секторний приціл.
Тильна кришка захищає очі стрільця від опіку у випадку прориву газів під час стрільби.
Ложа з'єднує всі частини гвинтівки і служить для зручності при стрільбі; має приклад, шийку, цівку.
Зараз певна кількість гвинтівок ТОЗ-8 знаходиться у цивільному обігу як мисливський нарізний карабін у незмінному вигляді.

## Варіанти і модифікації
- ТОЗ-8М — модифікація, випуск був початий після завершення Другої світової війни[1]
- ТОЗ-8ОПФ — виробляє вінницьке НВО «Форт»
- ТОЗ-9 — п'ятизарядна спортивна магазинна гвинтівка, розроблена Д. М. Кочетовим на основі конструкції ТОЗ-8
- ТОЗ-11 — полегшений варіант спортивної гвинтівки ТОЗ-8 для мисливців-промисловиків, розроблений в 1946 році конструктором К. І. Шіхватовим в Тульському конструкторському бюро спортивної та мисливської зброї. Маса гвинтівки була зменшена до 2 кг, встановлена березова ложа нового зразка. ТОЗ-11 виготовляли протягом 1946–1957 рр.[5], в 1948 році нагороджена великою срібною медаллю і дипломом II ступеня на Московській виставці полювання і собаківництва 1948[6].
- ТОЗ-12 — модель, розроблена Д. М. Кочетовим на основі конструкції ТОЗ-8.
- ТОЗ-12ОПФ — виробляє вінницьке НВО «Форт»
- ТОЗ-16 — мисливська гвинтівка, розроблена на основі конструкції ТОЗ-8М з урахуванням досвіду виробництва і експлуатації ТОЗ-11. У ТОЗ-8М були запозичені 16 з 59 деталей і вузлів ТОЗ-16[5].

## Оператори
- СРСР — протягом Нацистсько-радянської війни ТОЗ-8 і ТОЗ-9 використовували радянські партизани[7]
- Третій Рейх — протягом Нацистсько-радянської війни, деяка кількість гвинтівок ТОЗ-8 і ТОЗ-9 була захоплена німецькими військами, ТОЗ-8 отримала найменування Kleinkalibergewehr 205 (r), а ТОЗ-9 — Kleinkalibergewehr 206 (r).